# Нептунат(VI) дибария-магния
Нептунат(VI) дибария-магния — неорганическое соединение,
комплексный оксид нептуния, магния и бария
с формулой Ba2MgNpO6,
кристаллы.

## Физические свойства
Нептунат(VI) дибария-магния образует кристаллы
кубической сингонии,
пространственная группа F m3m,
параметры ячейки a = 0,8350 нм, Z = 4
.